# Bund Türkisch-Europäischer Unternehmer
Der Bund Türkisch-Europäischer Unternehmer (BTEU) ist ein 1990 gegründeter Dachverband türkischer Arbeitgebervereinigungen in Deutschland und Europa.
Der Sitz des Verbandes ist Hannover. Vorsitzender ist Ahmet Güler. Hauptziel ist die Förderung der Wirtschaftskraft von Migrantenunternehmen.

## Weblink
- Offizielle Website (deutsch, türkisch, englisch)